# 아인슈타인-실라르드 편지

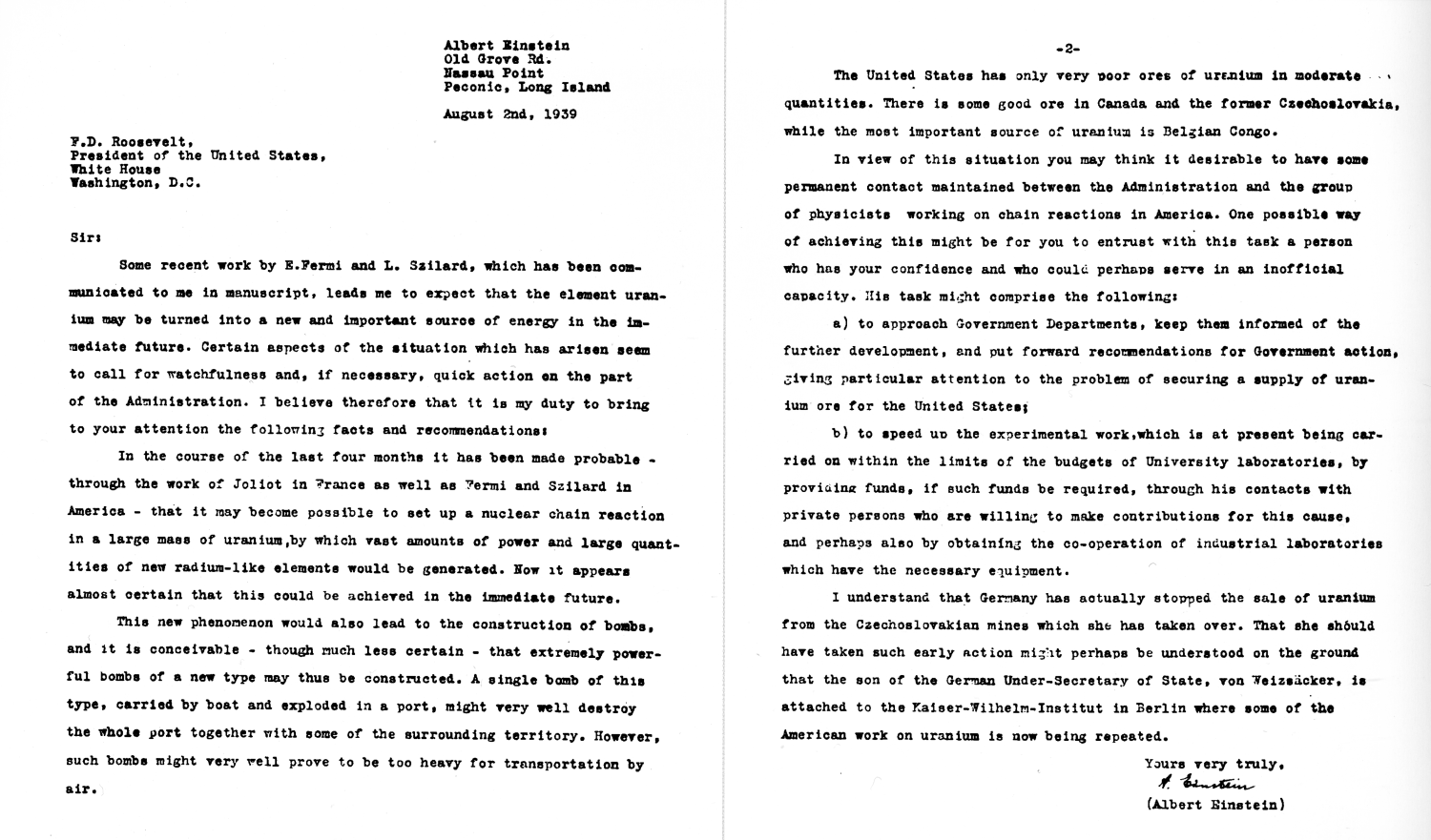
편지의 사본

아인슈타인-실라르드 편지는 1939년 8월 2일 프랭클린 D. 루스벨트 미국 대통령에게 핵무기 개발을 요청한 편지다. 알베르트 아인슈타인의 서명이 들어가 있고 또 편지 이름도 그렇게 알려져 있으나, 아인슈타인은 학계 원로로서 이름만 빌려줬을 뿐이고 실제 편지의 작성은 대부분 실라르드 레오와 그의 동료였던 헝가리 출신 물리학자 에드워드 텔러와 유진 위그너가 하였다. 이 편지에 서명한 물리학자들은 나치 독일이 먼저 핵무기를 개발하는 것을 두려워하였다.